# タビと道づれ
『タビと道づれ』（タビとみちづれ）は、たなかのかによる日本の漫画。『月刊コミックブレイド』（マッグガーデン）にて2006年9月号より連載を開始して2010年4月号で終了した。作者のこれまでの作品とは作風を異にしており、舞台となる街の謎解きを物語の主旋律としながら、その謎を解こうと足掻く登場人物・とりわけ主人公の成長を描いている。「外部から隔絶され、同じ1日を繰り返し続ける街」という幻想的かつ閉塞的な世界を舞台にしているものの、作者得意の軽妙なコメディ描写が物語をまったりと前向きに引っ張っていく。
この作品では「手のひら」をはじめ、「手」「路」が大きなキーワードとなっている。これらが街の謎を解く大きな手がかりとなる。
2009年6月24日にドラマCDが発売された。

## あらすじ
主人公の少女・タビはある日、日常から逃れるように学校へ行く電車とは逆の路線に乗って、かつて住んでいた街「緒道」へやってきた。かつてお世話になった「航ちゃん」に会うために。
だが、5年ぶりに訪れた街は不思議な世界へと変貌を遂げていた。夏の1日を繰り返す街、同じ行動を繰り返す住人達、そしてそれを認識できるのはタビを含むごくわずかな人達だけだった。移動も街を中心とした一定の範囲に限られ、それを踏み越えようとすると足場が綻んで先に進めない。
タビ達は街を調べていくうちに、街の成り立ち、先に進めない理由、鍵を握る特別な人達のことを知る。
タビは「航ちゃん」に会うことができるのだろうか。

## 登場人物
※キャストはドラマCD版のもの。
タビ
声：釘宮理恵
この物語の主人公の少女。15歳。幼なじみの「航ちゃん」（声：櫻井孝宏）に会うために、学校をサボってかつて住んでいた町、緒道へと普段とは逆方向を走る電車で目指す。そして街に到着する直前に、電車の車掌によって突然謎の「テガタ」を捺される。
街の異常を自覚する数少ない人物であり、ユキタやニシムラには事態を切り開く突破口としての期待を掛けられたものの、タビ自身は自らをも閉じ込めた「緒道」の謎には薄い興味しか持たず、あくまで「航ちゃん」に会うことが何よりの望みという素振りを見せる。
自己評価が低く後ろ向きな性格をしており、「航ちゃん」のこと以外に関しては積極的に動くことが苦手。特に人間関係の距離感覚を掴むことが不得手のようで、その臆病さ・慎重さで出会った当初のユキタを苛立ちと困惑に陥れる。しかしユキタの遠慮のない手助けによって少しずつ前向きな方向へと成長しはじめ、ユキタやニシムラに対しても言いたいことを自分の言葉で伝えようと努力している。
寝る時はタビが乗車してきた電車の中で寝ている。ただ制服を着て寝ていない（本人曰く、制服のままで寝ると皺になるから）。寝る時の服装は薄いワンピースタイプの下着。
ユキタ
声：皆川純子
「繰り返す街」に以前から住んでいた高校生の少年。18歳。舞台俳優を志し、東京を目指すべく家出して駅に来たはいいが、電車が一向に来ないまま街に取り残されている。しかしタビやニシムラと同じく、なぜか一度寝ても記憶が消えることはない。そのことを自覚し、何とか街から脱出しようと様々な方法を試みるもことごとく失敗に終わっている。駅の宿舎に寝泊まりしている。
そんな矢先に緒道の駅へと現れたタビを街の謎を解くキーと考え、彼女をあちこち連れ回したりするなど打算的に行動するが、打ち解けるにつれ少しずつだが好意も持ちはじめている。
なお、タビやニシムラからは「ユキタ君」、カノコからは「ユキ兄」と呼ばれているが、「ユキタ」は「幸田」という苗字である。
「舞台俳優になる」という夢を持ち、物事をよく「例え」る癖がある（ex:電車の路線図を「双六」に例えたり、緒道を「無意味に回り続けるレコード」、そこに現れたタビを「レコードに音楽を奏でさせる針」など）。そんな一面とは裏腹に性格は猪突猛進の行動派。行動に現実を合わせようと無茶なことを言うきらいもある。しかし少年らしい快活さで、後ろ向きで周りから目を背けたがるタビに遠慮の無い指導をしている。
ニシムラ
声：中村悠一
繰り返す街に以前から住んでいた警察官。30歳。とくにきっかけは明かされていないが、気がついたら不思議な街にユキタとともに取り残されていた。彼もタビやユキタ同様街の異変に気付いている。街が繰り返しを続けるなかでもちょっとした違いを見出すために、以前と変わらず巡査を続けている。その結果、山田さん家の昼食がパンからお米に変わっていたり、落し物の内容が日々違っているなど、町の人々は微妙な選択肢を選べることを突き止める。博識で冷静な辺りはユキタと対称的。
穏やかな笑顔と心優しい性格の持ち主。しかし「街から出たい」と焦り、タビを連れ回そうとするユキタを「ふたりはお互いが気付かないところでよく似ている」「口があるのだから、お互いに事情を話し合わないと」と柔らかく諭す芯の通った大人。なお、ユキタとの出会いは、学校をサボっているユキタを補導したことがきっかけ。
カノコ
声：阿澄佳奈
ユキタ、ニシムラと同じく緒道に住む中学3年生の女の子。本名は「渡会 可乃子」。黒髪にツインテール。家出を繰り返し東京へ行こうとするユキタを止めに毎日午前11時丁度に駅へと来る。ユキタの家の近所に住んでおり、好意を抱いている。
実はタビやトト、クロネ同様にセキモリの一人であり、テガタの持ち主。ただし本人には願いが無い。ユキタの背中にこっそりとテガタを分けていた。
性格的には熱くなりやすい所があり、少々気性が激しい。初対面であるタビにいきなりビンタをするほど。言いたいことをハッキリ言う。
実は自分に激しい劣等感を持っている。何のとりえも無く、平凡で一般的な自分が嫌い。夢を持ち、それを語っていたユキタを恨めしく思っていたと同時に憧れていた。ユキタにテガタを分けたのは「街から出ることが出来ないことに苦しめばよい」という感情から。だがそれは嘘であり、本当に好意を抱いており、街から出て行かないで欲しいという気持ちから。
トト
声：金田朋子
ニシムラが落し物として持ち帰ってきた変身魔法少女のアニメ番組のマスコットキャラ。ぬいぐるみであるが動き、喋る。見た目はどこかハリネズミに似ており、右腕が破けて取れかかっている。自分のことを「トト」と言い、「なの」という語尾がつく。
実はタビやカノコ、クロネ同様にセキモリの一人であり、テガタを持っている。願いは「友達が欲しい」であるが、昔のトトの持ち主がトトを捨ててしまったため独りぼっちになり、その原因を「持ち主が友達に閉じ込められてしまった」と錯覚。「友達は閉じ込めるもの」と思い込み、子供を集め、閉じ込めていた。
今は閉じ込めていた子供達全員を解放しており、公園に居ては子供と遊んでいる。タビ、ユキタにテガタを分けた。
クロネ
声：井上麻里奈
タビが一番初めに出逢った少年。ランドセルを背負っており、見た目は小学高学年程。通ることの出来ない「路」に嵌まってしまったタビを助けた。
実はタビやカノコ、トトと同様にセキモリの一人でありテガタを持っている。願いは今の所不明。タビが近道として通ろうとした路を通ることが出来る、それはクロネがその路を進めるテガタを持っているから。セキモリやテガタに関しての知識はある。初めに出逢ったタビの右腕（正確にはテガタ）を奪おうとした。
幼い外見とは裏腹に大人びた性格。街の路を通るためになら手段を選ばない冷たい一面もある。

## 物語の舞台
緒道という架空の都市であるが、モデルとなったのは広島県尾道市である。

## 用語
テガタ
タビを始めとするセキモリ達の手のひらに現れた印。外向きの三角形を円状に並べた形をしている。三角形の数はセキモリごとに異なる。テガタをコピーして他人に分け与えると、テガタを得た者はセキモリと同様に街の特定の場所を通れるようになり、「翌日」にも記憶を残すことが出来る。
テガタは他人に分け与える際、他人の体のどこかに移され、またその人がまた他人へと分け与えることは出来ない。
セキモリ
手のひらにテガタを持つ人たち（ぬいぐるみも含む）。そのテガタは持ち主の願い（ただしテガタを得た直後に限る）を叶える力を持ち、願いを叶える力は無いが、コピーを他人に分けることも出来る。「町の外に出られないこと」や「一日が繰り返すこと」も、街のどこかに居るセキモリが願ったことである。
タビは「路線図を星座に見立てたとき」、カノコは「流れ星を見たとき」、トトは「お星様に願ったとき」にセキモリとなっており、「星」が一つのキーワードといえる。
「道」と「路」
ニシムラが白川静の「字訓」を元に命名。「道」は通常の道路。「路」は、そこを通ることの出来るテガタを持たないセキモリの行く手を阻む。海や山や鉄道トンネルも「路」として、越えようとしたユキタやタビを元の場所へ返してしまう。物語当初では、ユキタやタビは駅周辺と線路沿いのわずかな範囲だけを行き来できた。

## 書誌情報
- たなかのか 『タビと道づれ』マッグガーデン〈ブレイドコミックス〉、全6巻
  1. 2007年5月10日初版発行帯は天野こずえによるタビとアリア社長の絵と推薦メッセージ付き。、ISBN 978-4-86127-379-7
  2. 2007年11月10日初版発行帯は作者によるサスペンス風の嘘広告イラスト。、ISBN 978-4-86127-439-8
  3. 2008年3月10日初版発行帯は小学生当時のタビの絵日記。、ISBN 978-4-86127-477-0
  4. 2008年11月10日初版発行、ISBN 978-4-86127-537-1
  5. 2009年7月10日初版発行、ISBN 978-4-86127-637-8
  6. 2010年4月25日初版発行、ISBN 978-4-86127-731-3

## 関連商品
- ドラマCD タビと道づれ（フロンティアワークス、2009年6月24日）

## その他
一時は本作は最もアニメ化に近い作品の一つとしてしばしば話題に上っており、足立慎吾や有志、熱烈なファンによって支援が行なわれていたが、それが叶うことは無かった。事実足立自身が企画書を作ったアニメ化の企画が存在したという。